# آل غرير (رماح)
آل غرير، هي قرية من فئة (ب) تقع في محافظة رماح، والتابعة لمنطقة الرياض في السعودية. وتبعد آل غرير عن محافظة رماح بمسافة تقارب () كم.